# Alma (album)
Alma is een compilatiealbum uitgebracht door Neuronium, de band van Michel Huygen. De elpee versie vermeldde nog: "The eighth Neuronium album of psychotronic music".

## Elpee
Huygen remasterde en remixte oude opnamen ter viering van het tienjarig jubileum van de band Neuronium; de band was toen eigenlijk al gekrompen tot één man, Huygen zelf. Huygen voegde ook enkele nieuwe klanken toe middel Akai-apparatuur.. Het album werd uitgebracht door Discos Radioactivos Organizados (DRO). Het album werd vergezeld van een korte biografie in Spaans over Huygen.

## Compact disc
In 1997 wordt de cd-versie uitgegeven vanwege het twintigjarig jubileum van Neuronium. Het album is dan weer geremixt, geremasterd en ook geëdited in zijn eigen Oniria Studio in Barcelona, dat vernoemd is naar zijn album Oniria uit 1993. Huygen had toen onderdak bij het Zwitserse platenlabel Tuxedo Music. Deze versie is uitgebreid met de CD-ROM-track voor Apple-computers.

## Musici
Michel Huygen speelt alle instrumenten behalve:
- Carlos Guirao - toetsen en gitaar op Prelude
- Santi Picó - gitaar op Invisible views
- Miguel Guillamat en Jose Menat- zang op The neutron age.

## Tracks
| Nr. | Titel           | Duur  |
| --- | --------------- | ----- |
| 1.  | Prelude         | 3:55  |
| 2.  | Invisible views | 13:51 |
| 3.  | Amigo           | 3:37  |
| 4.  | The neutron age | 17:54 |

Prelude en The neutron age zijn afkomstig van het album Chromium Echoes, Invisible views is de titeltrack van Invisible Views. De track Amigo was in 1987 (nog) nieuwe muziek; Huygen schreef het voor het televisieprogramma La tarde.